# Paraphaenocladius cuneatus
Paraphaenocladius cuneatus är en tvåvingeart som först beskrevs av Edwards 1929.  Paraphaenocladius cuneatus ingår i släktet Paraphaenocladius och familjen fjädermyggor. Inga underarter finns listade i Catalogue of Life.